# Samuel Little
Samuel Little (Reynolds, 7 giugno 1940 – Contea di Los Angeles, 30 dicembre 2020) è stato un serial killer statunitense.
È stato condannato per 8 omicidi ma ne ha confessati 93. L'FBI ha confermato il suo coinvolgimento in almeno 60 omicidi; ha presumibilmente ucciso donne in diciannove Stati.

## Biografia

### Gioventù
Samuel Little è nato il 7 giugno 1940 a Reynolds, in Georgia, da una madre che sosteneva fosse una prostituta. Poco dopo la sua nascita, la famiglia di Little si trasferì a Lorain, in Ohio, dove fu allevato principalmente da sua nonna. Ha frequentato la Hawthorne Junior High School, con scarso rendimento e cattiva disciplina. Nel 1956, venne condannato per aver fatto irruzione in una proprietà a Omaha, nel Nebraska, e fu detenuto in un istituto per minorenni.
Si trasferì poi in Florida per vivere con sua madre negli anni sessanta, lavorando varie volte in un cimitero, o come assistente di ambulanza. Disse poi che iniziò a viaggiare ed ebbe problemi con la legge, essendo stato arrestato in otto stati per reati che includevano guida sotto l'influenza di alcolici, frode, taccheggio, rapina a mano armata, aggressione aggravata e stupro.
Nel 1961 fu condannato a tre anni di prigione per aver fatto irruzione in un negozio di mobili a Lorain; fu rilasciato nel 1964. Dal 1975 venne arrestato 26 volte in undici Stati per crimini tra cui furto, aggressione, tentato stupro, frode e attacchi a funzionari governativi.
Nel 1982 fu arrestato a Pascagoula, nel Mississippi, e accusato dell'omicidio di una donna di 22 anni di nome Melinda Rose LáPree, scomparsa nel settembre di quell'anno ma non venne condannato. Tuttavia, mentre era sotto inchiesta, fu trasferito in Florida per essere processato per l'omicidio della ventiseienne Patricia Ann Mount, il cui corpo era stato ritrovato nel settembre 1982. Testimoni dell'accusa lo identificarono in tribunale come una persona che aveva trascorso del tempo con la vittima Mount la notte prima della sua scomparsa. Le testimonianze non vennero ritenute credibili e venne assolto nel gennaio 1984.
Si trasferì quindi in California, dove rimase nelle vicinanze di San Diego. Nell'ottobre 1984 fu arrestato per il rapimento, il pestaggio e lo strangolamento di Laurie Barros, 22 anni, che riuscì a salvarsi. Un mese dopo, fu trovato dalla polizia sul sedile posteriore della sua auto con una donna incosciente, anch'essa percossa e strangolata, nella stessa posizione del tentato omicidio di Barros. Venne condannato a due anni e mezzo di prigione per entrambi i crimini. Al suo rilascio nel febbraio 1987, si trasferì a Los Angeles dove commise più di dieci omicidi.
Venne arrestato il 5 settembre 2012, in un rifugio per senzatetto a Louisville, nel Kentucky, ed estradato in California per affrontare un'accusa di stupefacenti; grazie al test del DNA, venne collegato all'omicidio di Carol Ilene Elford, uccisa il 13 luglio 1987, Guadalupe Duarte Apodaca, uccisa il 3 settembre 1987, e Audrey Nelson Everett, uccisa il 14 agosto 1989; tutte e tre le donne furono uccise e in seguito ritrovate per le strade di Los Angeles. Fu estradato a Los Angeles, dove fu accusato il 7 gennaio 2013. Alcuni mesi dopo venne reso noto che era stato indagato anche per altri omicidi commessi negli anni ottanta. Venne anche riaperto il caso dell'omicidio LaPree. Complessivamente venne ipotizzato il suo coinvolgimento in 93 omicidi di donne commesse nel territorio di molti Stati degli Stati Uniti.

### Processo
Il processo per gli omicidi di Elford, Nelson e Apodaca iniziò a settembre 2014. L'accusa presentò i risultati del test del DNA e la testimonianza di testimoni che erano stati aggrediti da lui in diversi periodi. Il 25 settembre 2014, venne dichiarato colpevole e condannato all'ergastolo senza possibilità di libertà vigilata. Anche il giorno del verdetto ha continuato a proclamarsi innocente. Venne imprigionato in un carcere statale della California, nella contea di Los Angeles.

### Confessioni successive
Il 9 novembre 2018 ha confessato lo strangolamento nel 1996 di Melissa Thomas. Il 13 novembre 2018 fu accusato dell'omicidio avvenuto nel 1994 di Denise Christie Brothers a Odessa, in Texas, dopo aver confessato il crimine a un Texas Ranger nel maggio 2018; si è dichiarato colpevole dell'omicidio di Brothers il 13 dicembre e ha ricevuto un'altra condanna all'ergastolo. La contea di Ector, il procuratore distrettuale del Texas e l'ufficio dello sceriffo della contea di Wise hanno anche annunciato il 13 novembre che Little aveva confessato dozzine di omicidi e potrebbe averne commessi più di 90 in 14 Stati, tra il 1970 e il 2005
Il 15 novembre 2018, il procuratore distrettuale della contea di Russell in Alabama, annunciò che aveva confessato l'omicidio del 1979 della ventitreenne Brenda Alexander, il cui corpo fu trovato a Phenix City. Il 16 novembre 2018, gli sceriffi di Macon, in Georgia, hanno annunciato che aveva confessato l'omicidio del 1977 di una donna non identificata e l'omicidio del 1982 della diciottenne Fredonia Smith. Nell'autunno del 2018, ha confessato l'omicidio del 1982 della 55enne Dorothy Richards e l'omicidio del 1996 della quarantenne Daisy McGuire; entrambi i loro corpi furono trovati a Houma, in Louisiana .
Il 19 novembre 2018, lo sceriffo della contea di Harrison, nel Mississippi, Troy Peterson, comunicò che Little aveva confessato di aver strangolato la trentaseienne Julia Critchfield nella zona di Gulfport nel 1978 e di aver gettato il suo corpo da una scogliera. Il 20 novembre 2018, alcuni agenti delle forze dell'ordine di Lee County nel Mississippi annunciarono che Little aveva ammesso di aver ucciso Nancy Carol Stevens, 46 anni, a Tupelo nel 2005 e che il caso sarebbe stato presentato a una giuria nel gennaio 2019. Il 21 novembre 2018, le autorità della Contea di Richland, nella Carolina del Sud, hanno annunciato che Little aveva confessato di aver ucciso Evelyn Weston, 19 anni, il cui corpo è stato trovato vicino a Fort Jackson nel 1978. Little ha anche confessato di aver ucciso la ventenne Rosie Hill nella contea di Marion, in Florida, nel 1982.
Il 27 novembre 2018, l'FBI annunciò che un team del Violent Criminal Apprehension Program, aveva confermato 34 delle confessioni di Little e stava lavorando per abbinare il resto delle confessioni di Little a omicidi noti o morti sospette. Iniziò a fare le confessioni in cambio di un trasferimento dalla prigione della contea di Los Angeles in cui era detenuto. Uno includeva la sua confessione a un precedente omicidio nella Contea di Prince George, nel Maryland, in precedenza uno dei soli due casi di omicidio in quella contea con vittime non identificate.
Nel dicembre 2018, Little è stato incriminato per aver strangolato a morte Linda Sue Boards, 23 anni, nel maggio 1981 nella contea di Warren, Kentucky. Il suo corpo fu trovato il 15 maggio 1981 vicino alla US Route 68. Una delle vittime è stata identificata nel dicembre 2018 come Martha Cunningham della Contea di Knox, Tennessee, che aveva 34 anni quando Little l'ha uccisa nel 1975.
Il 31 maggio 2019, i procuratori della contea di Cuyahoga, Ohio, lo hanno accusato di quattro omicidi e sei rapimenti fra i quali la morte di Mary Jo Peyton nel 1984 e Rose Evans nel 1991 a Cleveland. Entrambe le vittime furono strangolate. Il corpo di Rose Evans, 32 anni, è stato trovato il 24 agosto 1991. Confessò anche di aver ucciso un'altra donna a Cleveland nel 1977 o nel 1978, che venne ritrovata il 18 marzo 1983.

### Morte
È deceduto in un ospedale della California il 30 dicembre 2020 all'età di 80 anni.

## Omicidi confermati
| Nome                     | Data dell'omicidio | Data della condanna | Luogo dell'omicidio     |
| ------------------------ | ------------------ | ------------------- | ----------------------- |
| Anna Stewart             | 11 ottobre 1981    | 23 agosto 2019      | Cincinnati, Ohio        |
| Mary Jo Peyton           | 3 luglio 1984      | 23 agosto 2019      | Cleveland, Ohio         |
| Carol Elford             | 13 luglio 1987     | 25 settembre 2014   | Los Angeles, California |
| Guadalupe Abodaca        | 3 settembre 1987   | 25 settembre 2014   | Los Angeles, California |
| Audrey Nelson            | 14 agosto 1989     | 25 settembre 2014   | Los Angeles, California |
| "Jane Doe"               | 1980-1999          | 23 agosto 2019      | Cincinnati, Ohio        |
| Rose Evans               | 24 agosto 1991     | 23 agosto 2019      | Cleveland, Ohio         |
| Denise Christie Brothers | 2 febbraio 1994    | 13 dicembre 2018    | Odessa, Texas           |

## Sospetti omicidi
Secondo l'FBI, Little ha confessato gli omicidi delle seguenti persone. Ha fornito schizzi per ventisei di loro. Non è stato confermato che tutti questi individui siano collegati a specifici omicidi noti, se non diversamente specificato.
| Nome                  | Date dell'omicidio     | Località                         |
| --------------------- | ---------------------- | -------------------------------- |
| donna bianca ignota   | 1970-71                | Homestead, Florida               |
| "Linda"               | 1971                   | Miami, Florida                   |
| "Marianne/Mary Ann"   | 1971-72                | Miami, Florida                   |
| donna nera ignota     | 1971-72                | Miami, Florida                   |
| donna bianca ignota   | 1972                   | Prince George's County, Maryland |
| donna bianca ignota   | 1973                   | Kendall, Florida                 |
| donna nera ignota     | 1973                   | New Orleans, Louisiana           |
| donna nera ignota     | 1974                   | Savannah, Georgia                |
| donna nera ignota     | 1974                   | Cincinnati, Ohio                 |
| "Emily"               | metà anni 1970         | Miami, Florida                   |
| donna nera ignota     | 1975                   | Knoxville, Tennessee             |
| donna nera ignota     | 1976-77                | Wichita Falls, Texas             |
| "Jo"                  | 1976-79                | Granite City, Illinois           |
| donna nera ignota     | 1976-79                | East St. Louis, Illinois         |
| donna nera ignota     | 1976-79 o 1993         | Houston, Texas                   |
| donna nera ignota     | 1977                   | Macon, Georgia                   |
| donna nera ignota     | 1977                   | Pascagoula, Mississippi          |
| donna nera ignota     | 1977 o 1978            | Cleveland, Ohio                  |
| donna nera ignota     | 1977-78                | Plant City, Florida              |
| donna nera ignota     | 1977 o 1982            | Charleston, Georgia              |
| donna nera ignota     | 1980-81                | Dade County, Georgia             |
| donna nera ignota     | 1980-84                | Gulfport, Mississippi            |
| donna nera ignota     | 1981                   | Atlanta, Georgia                 |
| donna bianca ignota   | 1982                   | New Orleans, Louisiana           |
| donna bianca ignota   | 1983-84                | Atlanta, Georgia                 |
| donna ignota          | 1984                   | Near Columbus, Ohio              |
| donna nera ignota     | 1984                   | Atlanta, Georgia                 |
| donna bianca ignota   | 1984                   | Northern Kentucky                |
| donna nera ignota     | 1984- metà anni 1990   | West Memphis, Arkansas           |
| donna nera ignota     | 1984                   | San Bernardino, California       |
| donna nera ignota     | 1984                   | Fort Myers, Florida              |
| donna nera ignota     | 1984                   | Tampa Bay, Florida               |
| Frances Campbell      | 1984                   | Savannah, Georgia                |
| donna nera ignota     | 1987                   | Los Angeles, California          |
| donna nera ignota     | 1987                   | Los Angeles, California          |
| donna nera ignota     | 1987                   | Los Angeles, California          |
| "Granny"              | 1987                   | Los Angeles, California          |
| donna nera ignota     | 1987                   | Los Angeles, California          |
| donna nera ignota     | 1987                   | Los Angeles, California          |
| donna nera ignota     | 1987 - primi anni 1990 | Monroe, Louisiana                |
| donna ispanica ignota | 1988 o 1996            | Phoenix, Arizona                 |
| Jolanda Jones         | 1994                   | Pine Bluff, Arkansas             |
| "Alice"               | 1990-91                | Los Angeles, California          |
| Roberta Tondarich     | 1991                   | Akron, Ohio                      |
| donna nera ignota     | 1991-92                | Los Angeles, California          |
| donna nera ignota     | 1992                   | Los Angeles, California          |
| donna nera ignota     | 1992-93                | Los Angeles, California          |
| donna ispanica ignota | 1992-93                | Los Angeles, California          |
| donna nera ignota     | 1992-93                | North Little Rock, Arkansas      |
| donna nera ignota     | 1996                   | Los Angeles, California          |
| "T-Money"             | 1996                   | Los Angeles, California          |
| donna bianca ignota   | 1996                   | Los Angeles, California          |
| donna nera ignota     | 1996                   | Los Angeles, California          |
| "Ann"                 | 1997                   | Phoenix, Arizona                 |